# Уилсон, Артур (регбист)
Артур Джеймс Уилсон (англ. Arthur James Wilson; 29 декабря 1886, Ньюкасл-апон-Тайн, Нортамберленд — 1 июля 1917, Фландрия) — британский регбист, призёр летних Олимпийских игр.
Уилсон участвовал в летних Олимпийских играх 1908 года в Лондоне в соревнованиях по регби. Его сборная провела единственный матч против Австралазии и проиграла его, заняв второе место и получив серебряные медали.